# Alang-alang
Alang-alang es un barrio de la ciudad de Surigao situado en una isla adyacente al noroeste de la de Mindanao. Forma parte de  la provincia de Surigao del Norte  en la Región Administrativa de Caraga, también denominada Región XIII. Para las elecciones está encuadrado en el Segundo Distrito Electoral.

## Geografía
Alang-alang se encuentra 11 kilómetros al norte de la ciudad  ocupando parte de la isla de Hikdop situada  al sur de la bahía de Aguasán, al este del estrecho de Surigao y al norte del canal de Hinatuán.
Su término linda al norte con los barrios de Libuac y de Bilabid; al sur con el canal de Hinatuán; al este con los barrios de Baybay y de Buenavista; y al oeste con el estrecho de Surigao

### Población
El año 2000 contaba este barrio con 540 habitantes que ocupaban 92 hogares. En 2007 son 478 personas, 561 en 2010.